# ユーロニュース
ユーロニュース（euronews.）はヨーロッパの主要放送局のテレビニュースを伝えるニュース専門放送局である。現在、15の言語（英語、ギリシャ語、フランス語、ドイツ語、イタリア語、スペイン語、ポルトガル語、ポーランド語、ハンガリー語、アルバニア語、ロシア語、ウクライナ語、トルコ語、アラビア語、ペルシア語）で放送しており、世界160カ国、4億2400万世帯をカバーしている 。2022年6月8日にギヨーム・デュボワがCEOに就任。

## 概要
湾岸戦争でCNNが台頭したことを受けて、欧州放送連合がヨーロッパの視点でニュースを伝えるチャンネルを作ることを決めた。1993年1月1日、フランスのリヨンで、下記の放送局の出資によって開局した。
- キプロス CyBC
- ギリシャ ERT
- フランス フランス・テレビジョン
- イタリア RAI
- ベルギー RTBF
- ポルトガル RTP
- エジプト ERTU
- スペイン RTVE
- モナコ TMC
- フィンランド YLE

現在は、RTVE、TMCを除いた上記8社に加えて、下記の放送局も出資。また、EUも資金援助をしている。
- チェコ ČT
- マルタ PBS(英語版)
- スロベニア RTVSLO
- ロシア RTR
- ウクライナ NTU
- スイス SRG-SSR
- ルーマニア TVR
- スウェーデン TV4
- アイルランド RTÉ
- トルコ TRT
- モロッコ SNRT
- チュニジア ERTT
- アルジェリア ENTV

2016年4月20日、姉妹チャンネルのアフリカニュースを開局。 本部はコンゴ共和国・ポワントノワールに置かれる。
2017年6月にはNBCニュースとの提携を開始。NBCニュース側からユーロニュース側へ投資を行うと共に、ユーロニュースとNBCニュースは互いのニュースソースを利用する事が出来る様になった。

## 番組
毎正時に放送されるニュース番組はニュースリーダーの顔出しが無く、ナレーションのみで淡々と伝えていくスタイルが特徴である。
主な番組の一つである「no comment」は、ニュース映像素材に対し（局ロゴやニュースティッカー、最小限の状況説明の為のテロップなどの表示を除く）一切の編集が施されていない状態で放送される。
また、他のニュース専門放送局同様、事件・政治・経済に関するニュースの他、スポーツ、文化、自然科学などの話題を扱うニュースや情報番組、ドキュメンタリーを放送する。

## 日本での放送
2015年11月25日、ミカエル・ペーターズ ユーロニュースCEOが来日し、ひかりTVを運営するNTTぷらら代表取締役社長 板東浩二と共に、同年12月1日よりひかりTVでユーロニュースの放送を始めると東京都内で発表会見を行った。
ひかりTVでは英語とフランス語によるHD放送を行う他、VODとしても番組を提供していくという。チャンネル番号は183。
NTTぷららはひかりTVにおけるユーロニュースの放送を2022年3月31日で終了する事を同年2月28日に発表した。
その後、2022年9月からは楽天グループが運営している動画配信サービス「Rチャンネル」にて配信している。

### 視聴可能プラン
- お値うちプラン
- テレビおすすめプラン
- ビデオざんまいプラン
- 基本放送プラン